# Хуссонг, Кристин
Кристин Хуссонг (нем. Christin Hussong, род. 17 марта 1994 года, Цвайбрюккен, Рейнланд-Пфальц, Германия) — немецкая метательница копья. Чемпионка Европы 2018 года в Глазго. Участница Олимпийских игр 2016 и 2020 годов.

## Биография и карьера
Дебютировала на международных соревнованиях в 2010 году на Летних юношеских Олимпийских играх, где заняла 4 место. В 2011 году, после победы в метании копья на юношеском чемпионате мира в Лилле, Кристин была признана IAAF «Открытием сезона» у женщин. В 2015 году выиграла чемпионат Европы среди молодёжи в Таллине. В 2016 году на Олимпиаде в Рио-де-Жанейро прошла в финал, но выступив неудачно, заняла лишь 12 место с результатом 57,70 м.

## Основные результаты
| Год  | Соревнования                                         | Место проведения         | Место  | Результат |
| ---- | ---------------------------------------------------- | ------------------------ | ------ | --------- |
| 2010 | Летние юношеские Олимпийские игры                    | Сингапур                 | 4      | 49,89 м   |
| 2011 | Чемпионат мира по лёгкой атлетике среди юношей       | Лилль, Франция           | 1      | 59,74 м   |
| 2012 | Чемпионат мира по лёгкой атлетике среди юниоров      | Барселона, Испания       | 7      | 53,20 м   |
| 2013 | Чемпионат Европы по лёгкой атлетике среди юниоров    | Риети, Италия            | 2      | 57,90 м   |
| 2014 | Чемпионат Европы по лёгкой атлетике                  | Цюрих, Швейцария         | 7      | 59,29 м   |
| 2015 | Кубок Европы по зимним метаниям (молодёжь до 23 лет) | Лейрия, Португалия       | 1      | 60,91 м   |
| 2015 | Чемпионат Европы по лёгкой атлетике среди молодёжи   | Таллин, Эстония          | 1      | 65,60 м   |
| 2015 | Чемпионат мира по лёгкой атлетике                    | Пекин, Китай             | 6      | 62,98 м   |
| 2016 | Кубок Европы по метаниям                             | Арад, Румыния            | 1      | 61,80 м   |
| 2016 | Чемпионат Европы по лёгкой атлетике                  | Амстердам, Нидерланды    | 17 (q) | 57,17 м   |
| 2016 | Летние Олимпийские игры                              | Рио-де-Жанейро, Бразилия | 12     | 57,70 м   |